# Funicolare di San Pellegrino
La funicolare di San Pellegrino è un impianto di funicolare fra San Pellegrino Terme e la Vetta, la cui gestione è legata allo sfruttamento turistico e termale della località.

## Storia

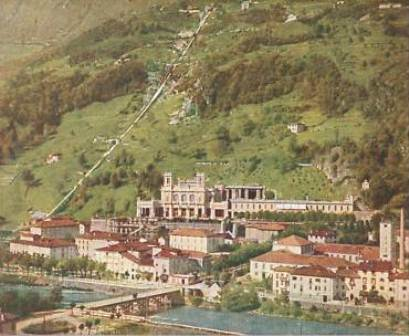
San Pellegrino Terme nel 1921, con visibile il tracciato della funicolare

L'idea di una funicolare che collegasse l'abitato di San Pellegrino Terme, che nel 1906 era stata raggiunta dalla ferrovia della Valle Brembana, con la frazione Vetta, posta sul Pizzo del Sole e chiamata anche San Pellegrino Kulm, fu concepita dai titolari della Società Anonima Fonte Bracca, che avevano intenzione di realizzare altresì un ristorante con terrazza panoramica, secondo la moda dell'epoca.
Nel 1907 l'ingegner Villoresi, già progettista della funicolare Como-Brunate, venne dunque incaricato di redigere il progetto esecutivo dell'impianto. La sua realizzazione fu affidata alla Ceretti e Tanfani che avviò i lavori nel 1907.
La concessione governativa, della durata di 70 anni, venne rilasciata due anni dopo, il 1 luglio 1909, consentendo l'avvio dell'esercizio il successivo 7 luglio. L'approvazione definitiva della concessione, oggetto di un iter particolarmente lungo, fu rilasciata con regio decreto legislativo n. 1913 del 10 novembre 1918.
Nel primo dopoguerra la gestione passò alla neocostituita Società Anonima Immobiliare San Pellegrino Vetta, che dieci anni dopo lo cedette alla Società Anonima Termale Fonte Bracca.

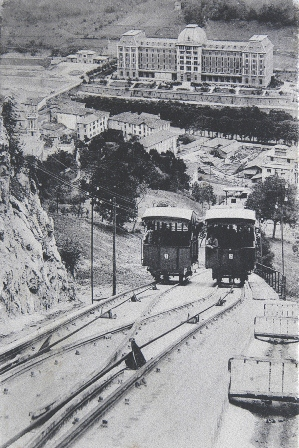
Le vetture in interscambio in loc. Botta

Acquisita la nuova denominazione di Gestione Fonti Minerali SpA l'azienda, che aveva avviato lo sfruttamento economico della nota acqua minerale, provvedette alla revisione della funicolare fra il 1978 e il 1980 e a fare eseguire ulteriori lavori di manutenzione fra la fine del 1982 e il 1983.
L'esercizio solo estivo che fin dall'origine aveva caratterizzato la funicolare, attiva in pratica nella sola stagione termale fra giugno e settembre, ne penalizzò i risultati di esercizio e il conseguente scarso interesse nella sua gestione indusse alla sua chiusura il 6 marzo 1989.
Un primo tentativo per il ripristino della funicolare fu condotto nel 1990, allorché la Regione Lombardia stanziò a tale scopo un miliardo di lire a favore del Comune di San Pellegrino Terme; a tale fine il 17 febbraio 1989 la Regione stessa aveva nel frattempo provveduto ad classificare l'impianto come servizio di trasporto pubblico.
Un nuovo stanziamento di 5 milioni di euro da parte della Regione Lombardia permise di avviare l'iter per la ricostruzione della funicolare: in seguito a un accordo fra gli enti locali interessati e il gruppo Percassi siglato il 30 novembre precedente, nel gennaio 2016 il Comune di San Pellegrino Terme bandì dunque l'appalto integrato per il ripristino della funicolare aggiudicando nel giro di qualche mese lo stesso alla Leitner.
L'impianto doveva essere riaperto nella primavera del 2018 ma i lavori di ripristino sono continuati fino alla fine del 2019. A fine giugno 2022 la gestione è stata affidata all’Azienda Trasporti Bergamo che gestisce già le due funicolari di Bergamo. La riattivazione ai fini turistici è avvenuta venerdì 15 luglio 2022 alle ore 11 e l’apertura al pubblico è inizialmente prevista dal venerdì al lunedì (per 4 giorni a settimana).

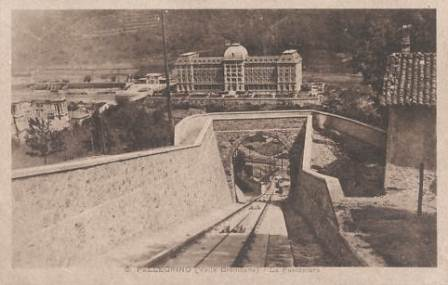
Il sottopasso in loc. Paradiso nei pressi dell'omonima fermata

## Caratteristiche e percorso
Progettata con una lunghezza orizzontale di 664 m ed una inclinata di 712, dislivello 295 metri la funicolare presenta un tracciato definitivo di 720 m per un dislivello pari a 287 metri.
Il binario, a scartamento metrico, è armato con rotaie Vignoles da 30 kg/m posate su piattaforma in cemento. La pendenza risulta compresa fra il 41 e il 55 %.
In origine l'impianto era mosso da un argano azionato da un motore elettrico trifase da 34 kW realizzato da Ceretti e Tanfani così come le vetture, pesanti 12 tonnellate e capaci di trasportare 50 passeggeri; ammodernate le stesse rispetto alla conformazione originaria, tale valore fu ridotto a 30 persone.
Dall'abitato posto sulla riva del Brembo l'impianto conduce alla frazione Vetta, a 654 metri sul livello del mare ove furono realizzati alcuni complessi di pregio architettonico legati allo sfruttamento delle terme quali il Grand Hotel, il Casinò, lo Stabilimento Termale e alcune ville storiche. L'edificio originario con pianta a croce disponeva di tre locali per piano dislocati su tre livelli, cui nel tempo furono aggiunte alcune superfetazioni. La costruzione dello stesso fu avviata nel 1906 e ultimata nel 1909 con l'inaugurazione della Funicolare.
Oltre all'originaria fermata intermedia presso il punto d'incrocio, sito in località La Botta, nel tempo furono aggiunte le ulteriori fermate simmetriche di Paradiso e Aplecchio.
Nel 1989, in seguito alla chiusura dell'impianto, la stazione a valle venne chiusa e adibita ad abitazione privata.
Nel 2008, in previsione di una futura riattivazione dell'impianto, venne ricostruito il ponte che supera la strada di accesso alla località Botta tra l'omonima fermata e la stazione a monte.

Nel 2011, in concomitanza con EXPO 2015, il fabbricato viaggiatori, la piazzetta circostante e la scalinata, vennero ristrutturati. 

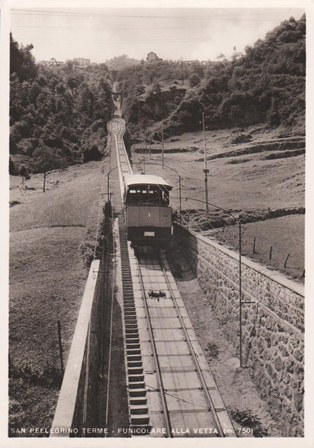
La funicolare in località Paradiso

Dal 2012 il Comune di San Pellegrino Terme ha concesso la stazione di partenza in comodato gratuito al Centro Storico Culturale Felice Riceputi, organizzazione fondata nel 2002, dedita a ricerche di carattere storico sulla Valle Brembana. L'associazione vi ha realizzato una biblioteca contenenti pubblicazioni di carattere locale e vi allestisce mostre d'arte.
Nel 2017 in seguito ai lavori di ripristino dell'intero impianto, vennero sostituite le carrozze oramai vetuste, venne collocata una delle vetture storiche nei pressi della stazione a valle, vennero sostituiti i binari, l'argano, la fune traente, e il motore elettrico trifase da 34 kW realizzato da Ceretti e Tanfani, musealizzato presso il parco adiacente alla stazione di arrivo.
Con la riapertura nel 2022 e i lavori di riqualificazione le fermate intermedie sono state soppresse. Inoltre è stata predisposta su tutto il tracciato l’illuminazione che rimarrà accesa sino alla chiusura giornaliera dell’impianto.

### Percorso
| Urban head station |

| Unknown route-map component "ueHST" |

| Unknown route-map component "uSPLa" |

| Unknown route-map component "uSPLe" |

| Unknown route-map component "ueHST" |

| Unknown route-map component "ueHST" |

| Urban End station |

La funicolare si sviluppa con una lunghezza orizzontale di 664 m ed una inclinata di 712, dislivello 295 metri. Presenta un tracciato definitivo di 720 m per un dislivello pari a 287 metri.
Il percorso si snoda lungo un solo binario, a scartamento metrico, armato con rotaie Vignoles da 50 kg/m posate su piattaforma in cemento. La pendenza risulta compresa fra il 41 e il 55 %.
La stazione a valle è posta lungo Viale della Vittoria a San Pellegrino Terme mentre la stazione a monte si trova in Loc. Vetta nel medesimo comune. Lungo il percorso si trovano le fermate intermedie ora soppresse, rispettivamente in ordine: Paradiso, Aplecchio, e la Botta. A metà percorso è presente l'interscambio per le 2 carrozze.